# Ettore Nava
Ettore Nava (Florència, 1900 - Florència, 13 de desembre de 1976) fou un baríton italià.
Va debutar el 1930 al Teatre Carlo Felice de Gènova amb un petit paper a Lohengrin. A partir de la temporada 1933-34 va començar a col·laborar amb La Scala de Milà, on va interpretar el rei Raimondo a Isabeau de Mascagni. Fins al 1941, hi va ser un convidat habitual.
La Temporada 1932-1933 va cantar al Gran Teatre del Liceu de Barcelona.